# Echipa națională de fotbal a Nigeriei
Echipa națională de fotbal a Nigeriei, poreclită „Super Vulturii” este echipa națională a Nigeriei fiind controlată de Asociația Nigeriană de Fotbal.

## Istorie
Nigeria a jucat primul ei meci oficial în octombrie 1949, când încă era colonie Britanică. Echipa s-a încălzit în meciuri amicale cu echipe de amatori din Anglia cum ar fi: Dulwich Hamlet, Bishop Auckland și South Liverpool.

## Realizări
- Cupa Africii pe Națiuni (2): 1980, 1994
- Jocurile Africii (1): 1973
- Afro-Asian Cup of Nations (1): 1995
- CEDEAO Cup (1): 1990
- Jocurile Olimpice Aur (1): Atlanta 1996
- Jocurile Olimpice Argint (1): Beijing 2008

### Recorduri la Campionatul Mondial
| Anul              | Runda            | Poziția          | MJ               | C                | E*               | P                | GM               | GP               |
| ----------------- | ---------------- | ---------------- | ---------------- | ---------------- | ---------------- | ---------------- | ---------------- | ---------------- |
| 1930 până în 1958 | Nu a intrat      | Nu a intrat      | Nu a intrat      | Nu a intrat      | Nu a intrat      | Nu a intrat      | Nu a intrat      | Nu a intrat      |
| 1962              | Nu s-a calificat | Nu s-a calificat | Nu s-a calificat | Nu s-a calificat | Nu s-a calificat | Nu s-a calificat | Nu s-a calificat | Nu s-a calificat |
| 1966              | S-a retras       | S-a retras       | S-a retras       | S-a retras       | S-a retras       | S-a retras       | S-a retras       | S-a retras       |
| 1970 până în 1990 | Nu s-a calificat | Nu s-a calificat | Nu s-a calificat | Nu s-a calificat | Nu s-a calificat | Nu s-a calificat | Nu s-a calificat | Nu s-a calificat |
| 1994              | Optimi           | 9                | 4                | 2                | 0                | 2                | 7                | 4                |
| 1998              | Optimi           | 12               | 4                | 2                | 0                | 2                | 6                | 9                |
| 2002              | Faza Grupelor    | 27               | 3                | 0                | 1                | 2                | 1                | 3                |
| 2006              | Nu s-a calificat | Nu s-a calificat | Nu s-a calificat | Nu s-a calificat | Nu s-a calificat | Nu s-a calificat | Nu s-a calificat | Nu s-a calificat |
| 2010              | Faza Grupelor    | 27               | 3                | 0                | 1                | 2                | 3                | 5                |
| 2014              | Optimi           | 16               | 4                | 1                | 1                | 2                | 3                | 5                |
| 2018              | Faza Grupelor    | 21               | 3                | 1                | 0                | 2                | 3                | 4                |
| Total             | 6/21             | Locul 9          | 21               | 6                | 3                | 12               | 23               | 30               |

| Istoria Campionatului Mondial | Istoria Campionatului Mondial | Istoria Campionatului Mondial       | Istoria Campionatului Mondial |
| Anul                          | Runda                         | Scor                                | Rezultat                      |
| ----------------------------- | ----------------------------- | ----------------------------------- | ----------------------------- |
| 1994                          | Faza Grupelor                 | Nigeria 3 – 0 Bulgaria              | Victorie                      |
| 1994                          | Faza Grupelor                 | Nigeria 1 – 2 Argentina             | Înfrângere                    |
| 1994                          | Faza Grupelor                 | Nigeria 2 – 0 Grecia                | Victorie                      |
| 1994                          | Optimi                        | Nigeria 1 – 2 Italia                | Înfrângere                    |
| 1998                          | Faza Grupelor                 | Nigeria 3 – 2 Spania                | Victorie                      |
| 1998                          | Faza Grupelor                 | Nigeria 1 – 0 Bulgaria              | Victorie                      |
| 1998                          | Faza Grupelor                 | Nigeria 1 – 3 Paraguay              | Înfrângere                    |
| 1998                          | Optimi                        | Nigeria 1 – 4 Danemarca             | Înfrângere                    |
| 2002                          | Faza Grupelor                 | Nigeria 0 – 1 Argentina             | Înfrângere                    |
| 2002                          | Faza Grupelor                 | Nigeria 1 – 2 Suedia                | Înfrângere                    |
| 2002                          | Faza Grupelor                 | Nigeria 0 – 0 Anglia                | Egal                          |
| 2010                          | Faza Grupelor                 | Nigeria 0 – 1 Argentina             | Înfrângere                    |
| 2010                          | Faza Grupelor                 | Nigeria 1 – 2 Grecia                | Înfrângere                    |
| 2010                          | Faza Grupelor                 | Nigeria 2 – 2 Coreea de Sud         | Egal                          |
| 2014                          | Faza Grupelor                 | Nigeria 0 – 0 Iran                  | Egal                          |
| 2014                          | Faza Grupelor                 | Nigeria 1 – 0 Bosnia și Herțegovina | Victorie                      |
| 2014                          | Faza Grupelor                 | Nigeria 2 – 3 Argentina             | Înfrângere                    |
| 2014                          | Optimi                        | Nigeria 0 – 2 Franța                | Înfrângere                    |
| 2018                          | Faza Grupelor                 | Nigeria 0 – 2 Croația               | Înfrângere                    |
| 2018                          | Faza Grupelor                 | Nigeria 2 – 0 Islanda               | Victorie                      |
| 2018                          | Faza Grupelor                 | Nigeria 1 – 2 Argentina             | Înfrângere                    |

| Naționala | Meciuri | Victorie | Egal | Înfrângere            | Adversar  |
| --------- | ------- | -------- | ---- | --------------------- | --------- |
| Nigeria   |         |          |      |                       |           |
| 5         | 0       | 0        | 5    | Argentina             |           |
| 2         | 2       | 0        | 0    | Bulgaria              |           |
| 2         | 1       | 0        | 1    | Grecia                |           |
| 1         | 0       | 1        | 0    | Anglia                |           |
| 1         | 1       | 0        | 0    | Bosnia și Herțegovina |           |
| 1         | 0       | 0        | 1    | Croația               |           |
| 1         | 0       | 1        | 0    | Coreea de Sud         |           |
| 1         | 0       | 0        | 1    | Danemarca             |           |
| 1         | 0       | 0        | 1    | Franța                |           |
| 1         | 0       | 1        | 0    | Iran                  |           |
| 1         | 1       | 0        | 0    | Islanda               |           |
| 1         | 0       | 0        | 1    | Italia                |           |
| 1         | 0       | 0        | 1    | Paraguay              |           |
| 1         | 1       | 0        | 0    | Spania                |           |
| 1         | 0       | 0        | 1    | Suedia                |           |
| Total     | 21      | 6        | 3    | 12                    | 15 echipe |

## Cupa Africii pe Națiuni
| 1957 | Neafiliată la CAF | 1978 | Locul 3          | 1998 | Interzis         | 2017 | Nu s-a calificat |  |
| 1959 | Neafiliată la CAF | 1980 | Campioni         | 2000 | Locul 2          | 2019 | Locul 3          |  |
| 1962 | S-a retras        | 1982 | Locul 6          | 2002 | Locul 3          | 2021 | Locul 9          |  |
| 1963 | Locul 6           | 1984 | Locul 2          | 2004 | Locul 3          | 2023 | Locul 2          |  |
| 1965 | S-a retras        | 1986 | Nu s-a calificat | 2006 | Locul 3          |      |                  |  |
| 1968 | Nu s-a calificat  | 1988 | Locul 2          | 2008 | Locul 7          |      |                  |  |
| 1970 | S-a retras        | 1990 | Locul 2          | 2010 | Locul 3          |      |                  |  |
| 1972 | Nu s-a calificat  | 1992 | Locul 3          | 2012 | Nu s-a calificat |      |                  |  |
| 1974 | Nu s-a calificat  | 1994 | Campioni         | 2013 | Campioni         |      |                  |  |
| 1976 | Locul 3           | 1996 | S-a retras       | 2015 | Nu s-a calificat |      |                  |  |

## Finale
| 1980 | Nigeria | 3 - 0 | Algeria      |
| 1994 | Nigeria | 2 - 1 | Zambia       |
| 2013 | Nigeria | 1 - 0 | Burkina Faso |
|      | Nigeria |       |              |

| 1984 | Nigeria | 1 - 3 | Camerun |
| 1988 | Nigeria | 0 - 1 | Camerun |
| 1990 | Nigeria | 0 - 1 | Algeria |
| 2000 | Nigeria | 2 - 2 | Camerun |

| 2019 | Nigeria | 1 - 0 | Tunisia |
| 2010 | Nigeria | 1 - 0 | Algeria |
| 2006 | Nigeria | 1 - 0 | Senegal |
| 2004 | Nigeria | 2 - 1 | Mali    |
| 2002 | Nigeria | 1 - 0 | Mali    |
| 1992 | Nigeria | 2 - 1 | Camerun |
| 1978 | Nigeria | 1 - 1 | Tunisia |

|  |  |  |  |  |
|  |  |  |  |  |

## Cupa Confederațiilor
| Țară gazdă / An   | Runda            | Poziția          | MJ               | V                | R                | Î                | GM               | GP               |
| ----------------- | ---------------- | ---------------- | ---------------- | ---------------- | ---------------- | ---------------- | ---------------- | ---------------- |
| 1992              | Nu s-a calificat | Nu s-a calificat | Nu s-a calificat | Nu s-a calificat | Nu s-a calificat | Nu s-a calificat | Nu s-a calificat | Nu s-a calificat |
| 1995              | Finala Mică      | 4                | 3                | 1                | 2                | 0                | 4                | 1                |
| 1997 până în 2009 | Nu s-a calificat | Nu s-a calificat | Nu s-a calificat | Nu s-a calificat | Nu s-a calificat | Nu s-a calificat | Nu s-a calificat | Nu s-a calificat |
| 2013              | Faza grupelor    | 5                | 3                | 1                | 0                | 2                | 7                | 6                |
| 2017              | Nu s-a calificat | Nu s-a calificat | Nu s-a calificat | Nu s-a calificat | Nu s-a calificat | Nu s-a calificat | Nu s-a calificat | Nu s-a calificat |
| Total             | Locul 4          | 2/10             | 6                | 2                | 2                | 2                | 11               | 7                |

## Lotul actual
Următorii jucători au fost convocați pentru meciurile amicale împotriva lui  Ghana și  Mali din 22 și 26 martie 2024, respectiv.

Selecții și goluri la 22 martie 2024 după meciul cu  Mali.
| Nr. | Poz. | Jucător                        | Data nașterii (vârsta)        | Selecții | Goluri | Club                 |
| --- | ---- | ------------------------------ | ----------------------------- | -------- | ------ | -------------------- |
|     | P    | Francis Uzoho                  | 28 octombrie 1998 (26 de ani) | 35       | 0      | Omonia               |
|     | P    | Stanley Nwabili                | 10 iunie 1996 (29 de ani)     | 11       | 0      | Chippa United        |
|     | P    | Olorunleke Ojo                 | 17 august 1995 (29 de ani)    | 0        | 0      | Enyimba              |
|     |      |                                |                               |          |        |                      |
|     | F    | Kenneth Omeruo                 | 17 octombrie 1993 (31 de ani) | 68       | 1      | Kasımpașa            |
|     | F    | William Troost-Ekong (căpitan) | 1 septembrie 1993 (31 de ani) | 71       | 7      | PAOK                 |
|     | F    | Semi Ajayi                     | 9 noiembrie 1993 (31 de ani)  | 36       | 1      | West Bromwich Albion |
|     | F    | Chidozie Awaziem               | 1 ianuarie 1997 (28 de ani)   | 33       | 1      | Boavista             |
|     | F    | Jamilu Collins                 | 5 august 1994 (31 de ani)     | 30       | 0      | Cardiff City         |
|     | F    | Calvin Bassey                  | 31 decembrie 1999 (25 de ani) | 23       | 0      | Fulham               |
|     | F    | Bright Osayi-Samuel            | 31 decembrie 1997 (27 de ani) | 16       | 0      | Fenerbahçe           |
|     | F    | Tyronne Ebuehi                 | 16 decembrie 1995 (29 de ani) | 12       | 0      | Empoli               |
|     | F    | Bruno Onyemaechi               | 3 aprilie 1999 (26 de ani)    | 6        | 0      | Boavista             |
|     | F    | Benjamin Tanimu                | 24 iulie 2002 (23 de ani)     | 1        | 0      | Ihefu                |
|     | F    | Gabriel Osho                   | 14 august 1998 (26 de ani)    | 0        | 0      | Luton Town           |
|     |      |                                |                               |          |        |                      |
|     | M    | Alex Iwobi                     | 3 mai 1996 (29 de ani)        | 77       | 10     | Fulham               |
|     | M    | Moses Simon                    | 12 iulie 1995 (30 de ani)     | 72       | 9      | Nantes               |
|     | M    | Wilfred Ndidi                  | 16 decembrie 1996 (28 de ani) | 55       | 0      | Leicester City       |
|     | M    | Frank Onyeka                   | 1 ianuarie 1998 (27 de ani)   | 25       | 1      | Brentford            |
|     | M    | Raphael Onyedika               | 19 aprilie 2001 (24 de ani)   | 7        | 0      | Club Brugge          |
|     | M    | Alhassan Yusuf                 | 18 iulie 2000 (25 de ani)     | 5        | 0      | Antwerp              |
|     | M    | Fisayo Dele-Bashiru            | 6 februarie 2001 (24 de ani)  | 1        | 0      | Hatayspor            |
|     |      |                                |                               |          |        |                      |
|     | A    | Kelechi Iheanacho              | 3 octombrie 1996 (28 de ani)  | 54       | 15     | Leicester City       |
|     | A    | Victor Osimhen                 | 29 decembrie 1998 (26 de ani) | 35       | 21     | Napoli               |
|     | A    | Ademola Lookman                | 20 octombrie 1997 (27 de ani) | 21       | 6      | Atalanta             |
|     | A    | Umar Sadiq                     | 2 februarie 1997 (28 de ani)  | 11       | 1      | Real Sociedad        |
|     | A    | Taiwo Awoniyi                  | 12 august 1997 (28 de ani)    | 8        | 2      | Nottingham Forest    |
|     | A    | Cyriel Dessers                 | 8 decembrie 1994 (30 de ani)  | 6        | 2      | Rangers              |
|     | A    | Nathan Tella                   | 5 iulie 1999 (26 de ani)      | 1        | 0      | Bayer Leverkusen     |

## Antrenori
Antrenorii Nigeriei și data de la care au preluat echipa.
| - Jack Finch (1949) - Daniel Anyiam (1954–1956) - Les Courtier (1956–1960) - Moshe "Jerry" Beit haLevi (1960–1961) - George Vardar (1961–1963) - Joey Blackwell (1963–1964) - Daniel Anyiam (1964–1965) - József Ember (1965–1968) - Sabino Barinaga (1968–1969) - Peter 'Eto' Amaechina (1969–1970) - Karl-Heinz Marotzke (1970–1971) - Jorge Penna (1972–1973) - Karl-Heinz Marotzke (1974) | - Tihomir Jelisavčić (1974–1978) - Otto Glória (1979–1982) - Gottlieb Göller (1981) - Festus Onigbinde (1983–1984) - Chris Udemezue (1984–1986) - Patrick Ekeji (1985) - Paul Hamilton (1987–1989) - Manfred Hoener (1988–1989) - Clemens Westerhof (1989–1994) - Shaibu Amodu (1994–1995) - Jo Bonfrere (1995–1996) - Shaibu Amodu (1996–1997) - Philippe Troussier (1997) | - Monday Sinclair (1997–1998) - Bora Milutinović (1998) - Thijs Libregts (1999) - Jo Bonfrere (1999–2001) - Shaibu Amodu (2001–2002) - Festus Onigbinde (2002) - Christian Chukwu (2002–2005) - Augustine Eguavoen (2005–2007) - Berti Vogts (2007–2008) - James Peters (2008) - Shaibu Amodu (2008–2010) - Lars Lagerbäck (2010) - Augustine Eguavoen (2010) | - Samson Siasia (2010–2011) - Stephen Keshi (2011–2014) - Shaibu Amodu (2014) - Stephen Keshi (2014) - Daniel Amokachi (2014–2015) - Stephen Keshi (2015) - Shaibu Amodu (2015) - Sunday Oliseh (2015–2016) - Samson Siasia (2016) - Salisu Yusuf (2016–present) as Head Coach - Gernot Rohr (2016–present) as Technical Advicer |

## Cei mai selecționați
| #  | Nume               | Selecții | Goluri | Perioadă  |
| -- | ------------------ | -------- | ------ | --------- |
| 1  | Vincent Enyeama    | 101      | 0      | 2002–2015 |
| 1  | Joseph Yobo        | 101      | 7      | 2001–2014 |
| 3  | Nwankwo Kanu       | 86       | 13     | 1994–2011 |
| 4  | Mudashiru Lawal    | 82       | 11     | 1975–1985 |
| 5  | John Obi Mikel     | 81       | 5      | 2006–     |
| 6  | Jay-Jay Okocha     | 73       | 14     | 1993–2006 |
| 7  | Peter Odemwingie   | 63       | 10     | 2002–     |
|    | Ahmed Musa         | 63       | 13     | 2010–     |
| 9  | Finidi George      | 62       | 6      | 1991–2002 |
| 10 | Stephen Keshi      | 60       | 9      | 1981–1994 |
| 10 | Elderson Echiéjilé | 60       | 2      | 2009-     |

## Golgheteri
Listă cu cei mai buni 10 marcatori din istoria Nigeriei.
| #  | Nume             | Goluri | Selecții | Medie | Perioadă  |
| -- | ---------------- | ------ | -------- | ----- | --------- |
| 1  | Rashidi Yekini   | 37     | 58       | 0.64  | 1983–1998 |
| 2  | Segun Odegbami   | 22     | 47       | 0.47  | 1976–1981 |
| 3  | Yakubu Aiyegbeni | 21     | 58       | 0.36  | 2000–2012 |
| 4  | Ikechukwu Uche   | 19     | 46       | 0.42  | 2007–2014 |
| 5  | Obafemi Martins  | 18     | 40       | 0.45  | 2004–     |
| 6  | Julius Aghahowa  | 14     | 31       | 0.45  | 2000–2007 |
| 6  | Asuquo Ekpe      | 14     | 28       | 0.5   | 1956–1966 |
| 6  | Jay-Jay Okocha   | 14     | 73       | 0.19  | 1993–2006 |
| 6  | Thompson Usiyan  | 14     | unk      | unk   | 1976–1981 |
| 10 | Daniel Amokachi  | 13     | 46       | 0.28  | 1990–1999 |
| 10 | Nwankwo Kanu     | 13     | 86       | 0.15  | 1994–2011 |
| 10 | Sunday Oyarekhua | 13     | 30       | 0.42  | 1971–1976 |
| 10 | Samson Siasia    | 13     | 46       | 0.28  | 1984–1998 |
| 10 | Victor Obinna    | 13     | 48       | 0.27  | 2006–2014 |
| 10 | Ahmed Musa       | 13     | 63       | 0.21  | 2010–     |